# Благовещенский собор (Буэнос-Айрес)
Благове́щенский собо́р (исп. Catedral de la Anunciación) — кафедральный собор Аргентинской и Южноамериканской епархии Русской Православной Церкви (Московский Патриархат). Храм расположен в районе Палермо города Буэнос-Айрес, Аргентина.

## История

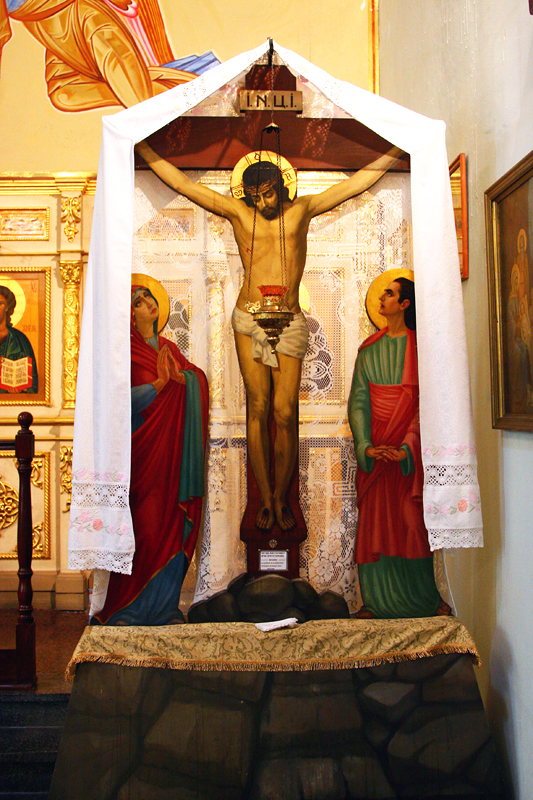
Частица Животворящего Креста Господня

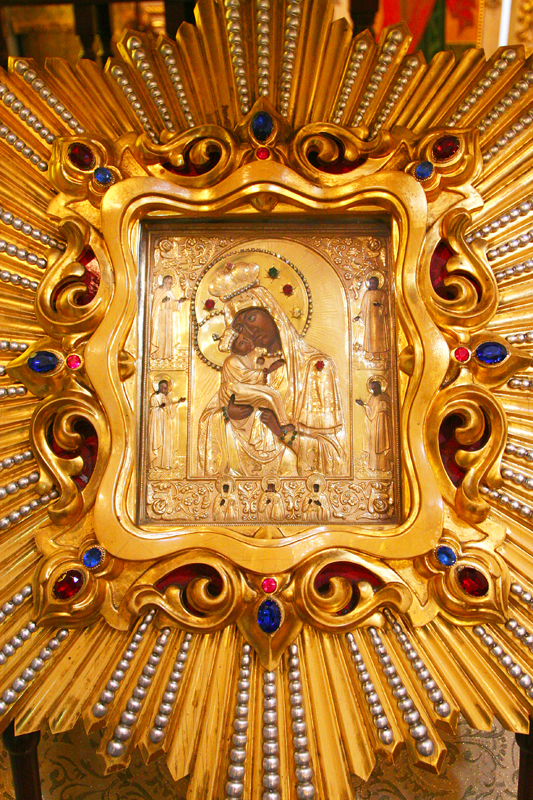
Список Почаевской иконы Божией Матери

До 22 июня 1941 года русская, украинская и белорусская эмиграция посещала в Буэнос-Айресе храм во имя Святой Троицы, настоятелем которого много лет был протоиерей Константин Изразцов. В день нападения нацистской Германии на Советской Союз протоиерей Константин Изразцов обратился с амвона к молящимся со словами одобрения действий Вермахта. По окончании литургии им был отслужен молебен о даровании победы немецкому оружию. Это открытое антипатриотическое выступление заставило большинство верующих покинуть Троицкий храм.
Постановлением Священного Синода Русской Православной Церкви от 20 октября 1943 года было создано Аргентинское викариатство Алеутской и Североамериканской епархии Московского Патриархата. В декабре того же года состоялась хиротония настоятеля собора великомученика Георгия Победоносца в Чикаго архимандрита Феодора (Текучёва) во епископа Аргентинского. В Южную Америку он не смог выехать, поскольку аргентинские власти долго не дали согласия на его въезд в страну.
29 июня 1946 года Священный Синод Русской Православной Церкви постановил основать Аргентинскую епархию в составе Алеутского и Североамериканского Патриаршего Экзархата (с 1947 года — Экзархат Северной и Южной Америки).
Епископ Феодор (Текучёв) прибыл в Буэнос-Айрес 7 апреля 1947 года, в праздник Благовещения Пресвятой Богородицы, в память чего и первый храм новой епархии было решено освятить в честь Благовещения. Через несколько дней после прибытия Преосвященный Феодор созвал общее собрание всех верных чад Русской Православной Церкви. На собрании присутствовало около 400 человек. Здесь были сформированы 2 комиссии: одна — для подыскания помещения для первого храма Аргентинской епархии, другая — для изыскания материальных средств.
В начале июня 1947 года был найден обширный жилой дом на улице Бульнес, 1743, в хорошем, спокойном и удобном по сообщению районе столицы. Была произведена самая необходимая перестройка купленного дома, предназначенного для храма и постоянного жительства при нём архиерея или настоятеля, и сделан ремонт.
10 июля 1947 года епископ Феодор освятил храм в честь Благовещения Пресвятой Богородицы. В тот же день было созвано организационное собрание верующих, избравшее церковно-приходской совет. Приход насчитывал приблизительно 400 прихожан.
В 1948 году церковно-приходской совет представил в министерство юстиции и министерство иностранных дел и культов Аргентины приходской устав, принятый общим собранием, ходатайствуя о регистрации Благовещенского прихода и о предоставлении ему прав юридического лица, а также о признании епископа Феодора представителем Русской Православной Церкви (Московского Патриархата) в Аргентинской Республике. Ходатайство это было рассмотрено лишь в марте 1952 года, и резолюции обоих министерств были неблагоприятными. Причиной тому была деятельность группы лиц во главе с протопресвитером Константином Изразцовым, категорически не желавших появления на территории Аргентины представительства Русской Православной Церкви. Они добилась издания декрета правительства Аргентины о запрещении в Аргентине Русской Православной Церкви (Московского Патриархата), из-за чего с марта по сентябрь 1952 года Благовещенский храм был закрыт. Верующие собирались для молитвы на частных квартирах или в храме великомученика Георгия Победоносца Антиохийского Патриархата.
Приходской совет во главе со своим председателем и настоятелем храма протоиереем Евфимием Маминым неустанно ходатайствовал перед аргентинскими властями об открытии храма и разрешении совершать в нём богослужения. Были найдены исторические документы, собраны подписи православных, проживающих в Буэнос-Айресе и его окрестностях, и, на основании этого материала, местным властям была доказана необходимость открытия храма для духовного окормления православных верующих. 28 сентября 1952 года правительство Аргентины отменило свой запрет. Храм был открыт, и в нём снова началась богослужебная жизнь.
6 мая 1953 года Русская Православная Церковь (Московского Патриархата) в Аргентине была легализована правительством, и Благовещенский приход получил права юридического лица.

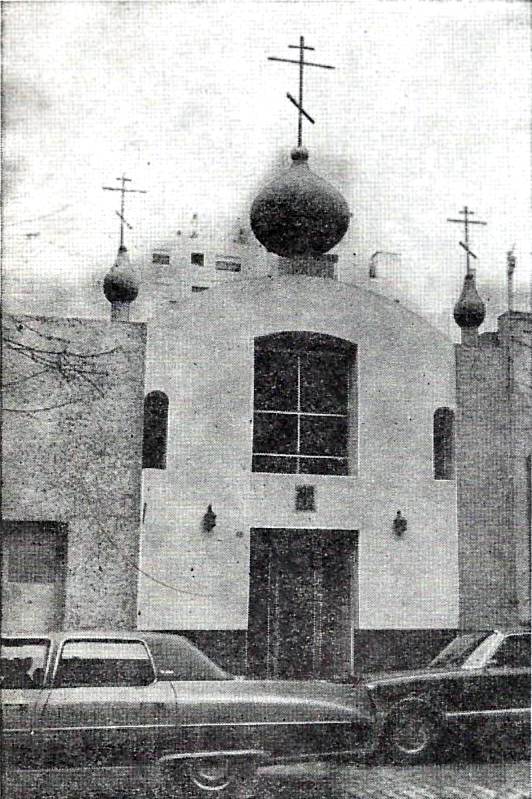
Благовещенский собор. 1972 год

13 сентября 1959 года Благовещенский приход отмечал празднование перенесения мощей святого благоверного князя Александра Невского. В этот день от имени прихожан храма было принято воззвание ко всем всех русским, проживающим в Аргентине объединиться с Русской Православной Церковью Московского Патриархата.
В 1962 году на Аргентинскую кафедру был назначен епископ Никодим (Руснак). Его деятельность очень скоро стала приносить плоды. Русская Православная Церковь в Аргентине была поднята на уровень других существующих там церквей. Добрые отношения установились с аргентинскими властями, о чём свидетельствовало неизменное присутствие представителей аргентинских органов власти на всех торжественных богослужениях, совершаемых в Благовещенском соборе.
15 мая 1968 года по благословению архиепископа Аргентинского и Южноамериканского Никодима (Руснака) был заложен первый камень в основание нового кафедрального собора. Средства на строительные работы поступили от были пожертвованы Патриархом Алексием I и собранные сестричеством прихода. 10 ноября этого же года епископ Никодим возглавил освящение храма.
В декабре 1997 года Аргентинская и Южноамериканская епархия Русской Православной Церкви торжественно отметила 50-летие Благовещенского прихода в Буэнос-Айресе. 6 декабря на юбилейные торжества в столицу Аргентины прибыл митрополит Смоленский и Калининградский Кирилл, председатель Отдела внешних церковных сношений Московского Патриархата.
Собор несколько раз посещал кардинал Бергольо (будущий папа римский Франциск), где общался с архиереем, со священниками, с мирянами.
16 февраля 2008 года в соборе впервые за всю его историю служило духовенство Русской зарубежной церкви, а двумя днями позже, в воскресенье, состоялась первая совместная Божественная литургия во главе с архиепископом Австралийским и Новозеландским Иларионом (Капралом) и митрополитом Аргентинским и Южно-Американским Платоном (Удовенко).
4 ноября 2008 года в праздник Казанской иконы Божией матери в Соборе совершили богослужение Первоиерарх РПЦЗ митрополит Восточно-американский и Нью-Йоркский Иларион (Капрал), митрополит Аргентинский и Южноамериканский Платон (Удовенко) и ещё несколько архиереев и священников РПЦ и РПЦЗ, находящиеся в аргентинской столице в рамках Дней России в Латинской Америке. Среди почетных гостей был митрополит Буэнос-Айресский и Южно-Американский Тарасий (Антонопулос).
26 июля 2015 года на территории Благовещенского кафедрального собора прошли торжества, приуроченные к 1000-летнему юбилею со дня преставления святого равноапостольного князя Владимира.
С конца 2019 года находится на капитальном ремонте.

## Современное состояние
Благовещенский собор расположен в одном из центральных районов Буэнос-Айреса, где селятся люди среднего уровня достатка, неподалёку от площади Святого равноапостольного князя Владимира.
В настоящее время Благовещенский собор продолжает оставаться кафедральным собором Аргентинской и Южноамериканской епархии. Настоятелем собора является Митрополит Игнатий (Полугрудов), Аргентинский и Южноамериканский, Патриарший Экзарх Центральной Америки.